# لحن ماثوركا على ميتين (رواية)
رواية لحن ماثوركا على ميتين (Mazurca para dos muertos) هي عمل أدبي للكاتب الإسباني كاميلو خوسيه ثيلا (1916/2002) الحائز على جائزة نوبل للأدب، نُشرت سنة 1983 بالإسبانية وترجمها الى العربية علي إبراهيم أشقر ونشرت سنة2024 عن دار ممدوح عدوان للنشر والتوزيع بسوريا.

## نبذة عن الرواية
تدور أحداث رواية لحن ماثوركا على ميتين (Mazurca para dos muertos) للكاتب الإسباني كاميلو خوسيه ثيلا في سياق الحرب الأهلية الإسبانية وما بعدها،تنطلق الرواية من حادثتي قتل وثأر، لكنهما لا تُرويان كحبكة مركزية، بل تُستخدمان كنقاط ارتكاز لاستكشاف عالم ريفي قاسٍ موسوم بالعنف والجنس والهمجية، في ظل مناخ سوداوي يُجسّد عبثية المصير البشري،يتنقّل الراوي بين الماضي والحاضر، ويُقدّم تأملات فلسفية حول الزمن والموت والقدر، بينما تظهر شخصيات متعددة تُجسّد حالات إنسانية متباينة، من الحب المفقود إلى العزلة والحنين، دون أن تُقدّم ككيانات فردية واضحة، بل كرموز داخل منظومة سردية موسيقية. وتُهيمن على الرواية رموز مثل المطر والعربة والماثوركا، وتُستخدم لتجسيد فكرة أن الزمن لا يسير إلى الأمام، بل يدور في حلقة عبثية لا فكاك منها . 

## دلالة العنوان
يحمل عنوان رواية لحن ماثوركا على ميتين (Mazurca para dos muertos) دلالة رمزية عميقة تُجسّد رؤية الكاتب كاميلو خوسيه ثيلا الفلسفية للحياة والموت والزمن. فـ"الماثوركا" هي رقصة بولندية تقليدية ذات إيقاع ثلاثي، غالبًا ما تُرتبط بالحزن والوداع، ويُوظّفها الكاتب كاستعارة موسيقية ترمز إلى إيقاع الحياة المتكرر الذي لا يتوقف، بينما يُشير "الميتان" إلى حادثتي قتل وثأر تُشكّلان نقطتي ارتكاز في الرواية، دون أن تكونا محورًا سرديًا مباشرًا، بل تُستخدمان كرمزين لانهيار النظام الاجتماعي واستمرارية العنف. العنوان يُعبّر عن فكرة أن الحياة ليست سوى رقصة تُؤدى فوق جثث الماضي، حيث تتكرر الأحداث والآلام بأسماء مختلفة، في دورة زمنية عبثية لا فكاك منها. ويُعزّز هذا المعنى من خلال توظيف عناصر سردية مثل المطر ومحور العربة، اللذين يظهران بشكل دوري في النص، ليُجسّدا استمرارية الزمن وتكرار المصير. بهذا، يتحوّل العنوان إلى مفتاح تأويلي يُضيء بنية الرواية ويُبرز تشاؤم ثيلا الوجودي، الذي يرى أن القسوة والقدرية العمياء هما جوهر التجربة الإنسانية.

## شخصيات الرواية
- الراوي المركزي: يُمثّل صوتًا داخليًا يتنقل بين الأزمنة والذكريات، ويُقدّم تأملات فلسفية حول الموت، الزمن، والمصير.
- شخصيات هامشية متعددة: تظهر في شكل لوحات سردية، مثل القتلة، الضحايا، العشاق، الفلاحين، والجنود، وكل منهم يُجسّد جانبًا من العبثية أو القسوة أو الحنين.
- المرأة الغائبة/الحاضرة: تظهر في أكثر من مشهد كرمز للحب المفقود أو الرغبة المكبوتة، دون أن تُقدّم ككيان مستقل، بل كصدى في ذاكرة الراوي.
- القتيلان: رغم أن عنوان الرواية يشير إليهما، إلا أنهما لا يُقدّمان كشخصيتين مركزيتين، بل كرمزين لانهيار النظام الاجتماعي ودوامة العنف.[6]

## اقتباسات من الرواية
"الزمن لا يمر، بل يدور، كعجلة لا تعرف التوقف، وكل ما نظنه جديدًا ليس إلا تكرارًا لما كان، لكن بأسماء أخرى."
"الريح لا تسأل، ولا تعتذر، إنها تمرّ كما تمرّ المصائر، تترك خلفها ما لا يُقال."
"كل موت هو رقصة، وكل رقصة هي وداع، والماثوركا لا تُعزف إلا على جثتين."

"هل قرأت المطر؟ إنه يتكرر كأن الزمن يدور في حلقة، لا يرحم، يهطل على البشر والمصائر، كأنه يطهرها أو يورطها في المستنقع ذاته."

## أسلوب الرواية
تتميّز رواية لحن ماثوركا على ميتين (Mazurca para dos muertos) بأسلوب سردي رمزي وموسيقي يجمع بين التأمل الفلسفي والتشظي الزمني، ويُعد من أكثر أعمال كاميلو خوسيه ثيلا تعقيدًا ونضجًا. يعتمد الكاتب على التكرار الإيقاعي لعناصر مثل المطر ومحور العربة، مما يُضفي على النص طابعًا دائريًا يُجسّد عبثية الزمن واستمراريته1 . كما يُظهر براعة لغوية في التقاط طيف الأصوات، من المتناغم إلى الحاد، ويُوظّف موسيقى لفظية رنانة تجعل كل مرحلة من الرواية واقعًا حيًا لا يُدحض1 .
يتداخل في الرواية الزمن والمكان والذاكرة، حيث ينتقل الراوي بين الماضي والحاضر في سرد غير خطي، يُبرز مشاعر الفقد والحنين والغموض. الشخصيات تُقدّم كرموز أكثر منها ككيانات فردية، مما يمنح الرواية طابعًا تأمليًا يُركّز على الجو العام والرمزية بدلًا من الحبكة التقليدية. ويُعد هذا الأسلوب امتدادًا لفلسفة ثيلا التشاؤمية التي ترى أن القسوة والقدرية العمياء هما جوهر التجربة الإنسانية